# Communauté de communes Vallée de la Dordogne et Forêt Bessède
Die Communauté de communes Vallée de la Dordogne et Forêt Bessède ist ein französischer Gemeindeverband mit der Rechtsform einer Communauté de communes im Département Dordogne in der Region Nouvelle-Aquitaine. Sie wurde am 1. Januar 2014 gegründet und umfasst 20 Gemeinden. Der Verwaltungssitz befindet sich im Ort Saint-Cyprien.

## Mitgliedsgemeinden
| Gemeinde                                                      | Einwohner 1. Januar 2022 | Fläche km² | Dichte Einw./km² | Code INSEE | Postleitzahl |
| ------------------------------------------------------------- | ------------------------ | ---------- | ---------------- | ---------- | ------------ |
| Allas-les-Mines                                               | 195                      | 7,04       | 28               | 24006      | 24220        |
| Berbiguières                                                  | 178                      | 5,35       | 33               | 24036      | 24220        |
| Carves                                                        | 101                      | 10,13      | 10               | 24084      | 24170        |
| Castels et Bézenac                                            | 805                      | 23,76      | 34               | 24087      | 24220        |
| Cladech                                                       | 87                       | 5,49       | 16               | 24122      | 24170        |
| Coux et Bigaroque-Mouzens                                     | 1.234                    | 27,47      | 45               | 24142      | 24220        |
| Doissat                                                       | 101                      | 15,30      | 7                | 24151      | 24170        |
| Grives                                                        | 106                      | 8,12       | 13               | 24206      | 24170        |
| Larzac                                                        | 148                      | 6,78       | 22               | 24230      | 24170        |
| Marnac                                                        | 179                      | 7,92       | 23               | 24254      | 24220        |
| Meyrals                                                       | 710                      | 18,16      | 39               | 24268      | 24220        |
| Monplaisant                                                   | 268                      | 5,56       | 48               | 24293      | 24170        |
| Pays de Belvès                                                | 1.310                    | 30,72      | 43               | 24035      | 24170        |
| Sagelat                                                       | 317                      | 7,57       | 42               | 24360      | 24170        |
| Saint-Cyprien                                                 | 1.566                    | 21,50      | 73               | 24396      | 24220        |
| Saint-Germain-de-Belvès                                       | 176                      | 7,19       | 24               | 24416      | 24170        |
| Saint-Pardoux-et-Vielvic                                      | 187                      | 14,23      | 13               | 24478      | 24170        |
| Sainte-Foy-de-Belvès                                          | 141                      | 7,41       | 19               | 24406      | 24170        |
| Salles-de-Belvès                                              | 77                       | 8,76       | 9                | 24517      | 24170        |
| Siorac-en-Périgord                                            | 1.079                    | 11,77      | 92               | 24538      | 24170        |
| Communauté de communes Vallée de la Dordogne et Forêt Bessède | 8.965                    | 250,23     | 36               | –          | –            |